# 愛はすべてを越えて
「愛はすべてを越えて」（"We Have All the Time in the World"）は、ルイ・アームストロングが歌ったジェームズ・ボンドのテーマ曲である。作曲はジョン・バリー、作詞はハル・デヴィッドが務めた。これは1969年のボンド映画『女王陛下の007』（On Her Majesty's Secret Service）の副次的なテーマ曲であり、同映画のタイトルテーマは同じくバリーが作曲したインストゥルメンタル曲「女王陛下の007」（"On Her Majesty's Secret Service"）である。曲名は小説と映画双方においてジェームズ・ボンドが妻のトレイシーの死後に語った最後の言葉から取られている。アームストロングは闘病中でトランペットが吹けなかったため、別のミュージシャンにより演奏された。バリーがアームストロングを選んだ理由は「タイトルラインを皮肉たっぷりに表現できる」と感じたからである。
1969年12月に映画公開に併せてアメリカとイギリスでシングルとして発売された（イギリスでは「All The Time in the World」とタイトルが簡略化された）が、両市場では当時チャート入りは逃した。それから25年後の1994年、ギネスのビールのコマーシャルでマイ・ブラッディ・ヴァレンタインのカバー版が使われたことでイギリスでヒットした。その後アームストロングのバージョンはレコードとCDで再販され、全英シングルチャートで3位、アイルランドでは4位を記録した。2005年のBBCの調査によると結婚式で演奏されるラブソングとして3番目の人気であるとされている。
マイ・ブラッディ・ヴァレンタインの他にもスペシャルズ、イギー・ポップ（映画『ジャケット』のエンドクレジットで使用）、ファン・ラヴィン・クリミナルズ、ヴィック・ダモーン、マイケル・ボール, ジョルジア・トドラニ、ザ・プッピーニ・シスターズ、ティンダースティックス、ペイル・ファウンテンズ、プロペラヘッズ、ザ・ウェディング・プレゼント、シャーリー・バッシー、トーマス・ホワイト、アルフィー・ボーらによりカバーされている。
2021年のボンド映画『007/ノー・タイム・トゥ・ダイ』では本編でインストゥルメンタル版が2度使われ、またエンドクレジット冒頭でリリカル版が流れている。